# Dicranomyia (Peripheroptera) thioptera
Dicranomyia (Peripheroptera) thioptera is een tweevleugelige uit de familie steltmuggen (Limoniidae). De soort komt voor in het Neotropisch gebied.